# Léon Gaudeaux
Léon Gaudeaux est un artiste peintre, décorateur de théâtre et graveur sur bois français né le 10 avril 1893 à Blâmont (Meurthe-et-Moselle), mort accidentellement le 21 juillet 1947 à Mantes-Gassicourt.

## Biographie
Léon Louis Gaudeaux naît à Blâmont du mariage de René Gaudeaux, « employé » (probablement à l'usine de Gaston Reimel, le nom de ce dernier figurant comme témoin dans l'acte de naissance) et de Françoise Farrant, sans profession. C'est peu après sa naissance que la famille part s'installer rue d'Alesia, dans le 14e arrondissement de Paris, où naîtra son frère cadet Jean Ernest Gaudeaux (1896-1992), futur militant de l'extrême-gauche révolutionnaire dont il sera un délégué en Russie bolcheviste et futur maire-adjoint de Levallois-Perret.
Élève de Pierre Billard à l'École nationale supérieure des arts décoratifs, Léon Gaudeaux épouse  Marcelle Marie Capdevielle le 14 février 1914 à Paris. Mobilisé lors de la Première Guerre mondiale, il est évacué pour faiblesse générale lors des batailles de la Somme et rejoint à nouveau le front en 1916.
Militant avec d'autres artistes comme Pierre Larivière, Gabriel Belot et Jean Lébédeff, au mouvement social de la Ghilde des Forgerons, son nom est attaché en tant qu'illustrateur à l'éphémère revue La Forge qui, dirigée par Luc Meriga et Paul Desages (Waldemar-George en étant secrétaire de rédaction) publie de 1917 à 1919 les contributions du philosophe Alain, de Guillaume Apollinaire, Claude Aveline, Henri Barbusse, Jean Cassou, Benedetto Croce, Élie Faure, Albert Gleizes, Jean Jaurès, Romain Rolland ou encore Charles Vildrac.
Après un premier atelier situé dans la cité de l'Ermitage au 113, rue de Ménilmontant dans le 20e arrondissement de Paris, il est dit domicilié au 50, rue Pixérécourt, de même dans le 20e arrondissement en 1937, puis au 23, rue Vaneau, dans le 7e arrondissement de Paris en 1946.
Il est également décorateur de théâtre, notamment dans des mises en scène de Georges Pitoëff et Charles Dullin.

## Œuvres

### Décors de théâtre

#### Mises en scène de Georges Pitoëff

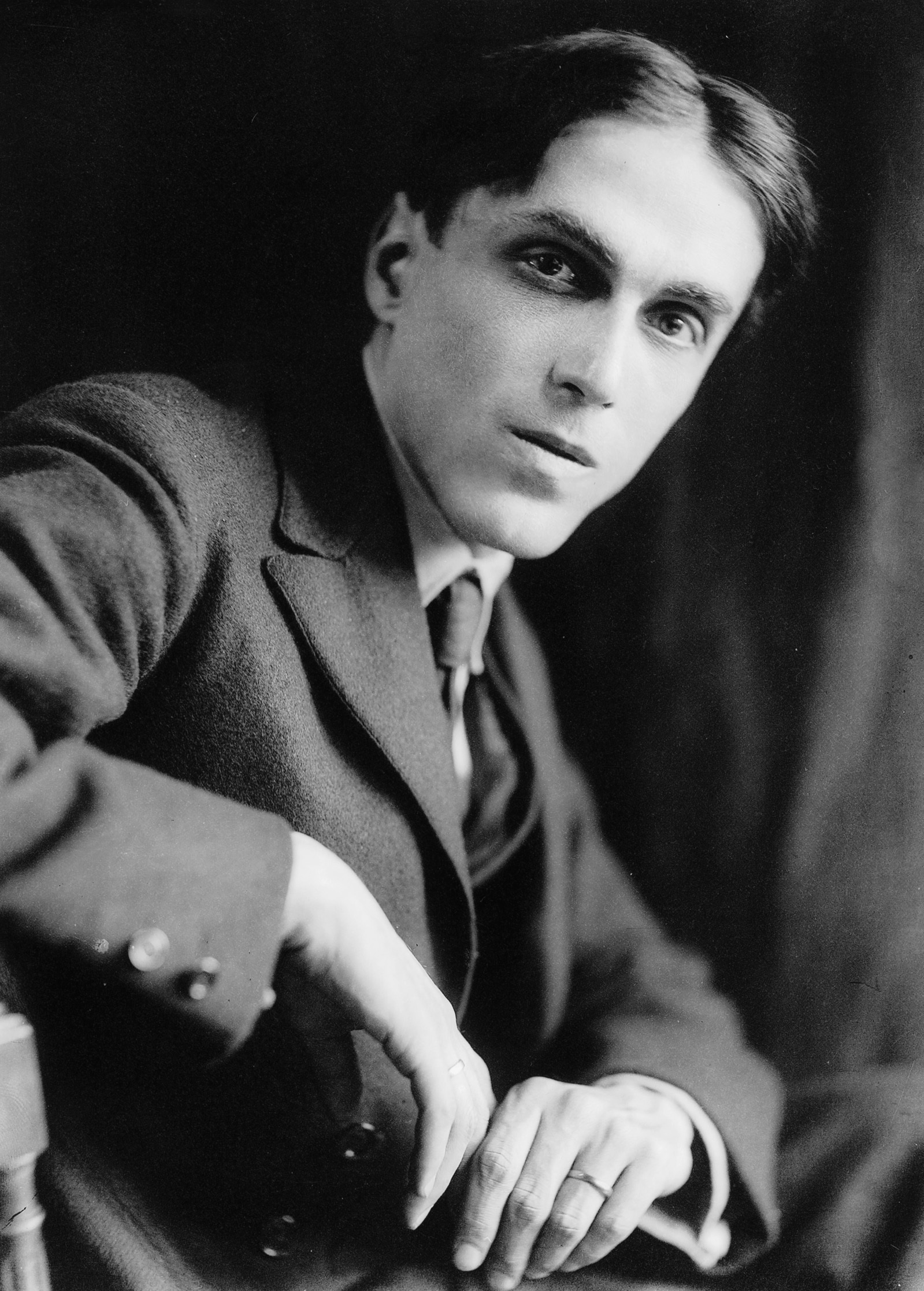
Georges Pitoëff.

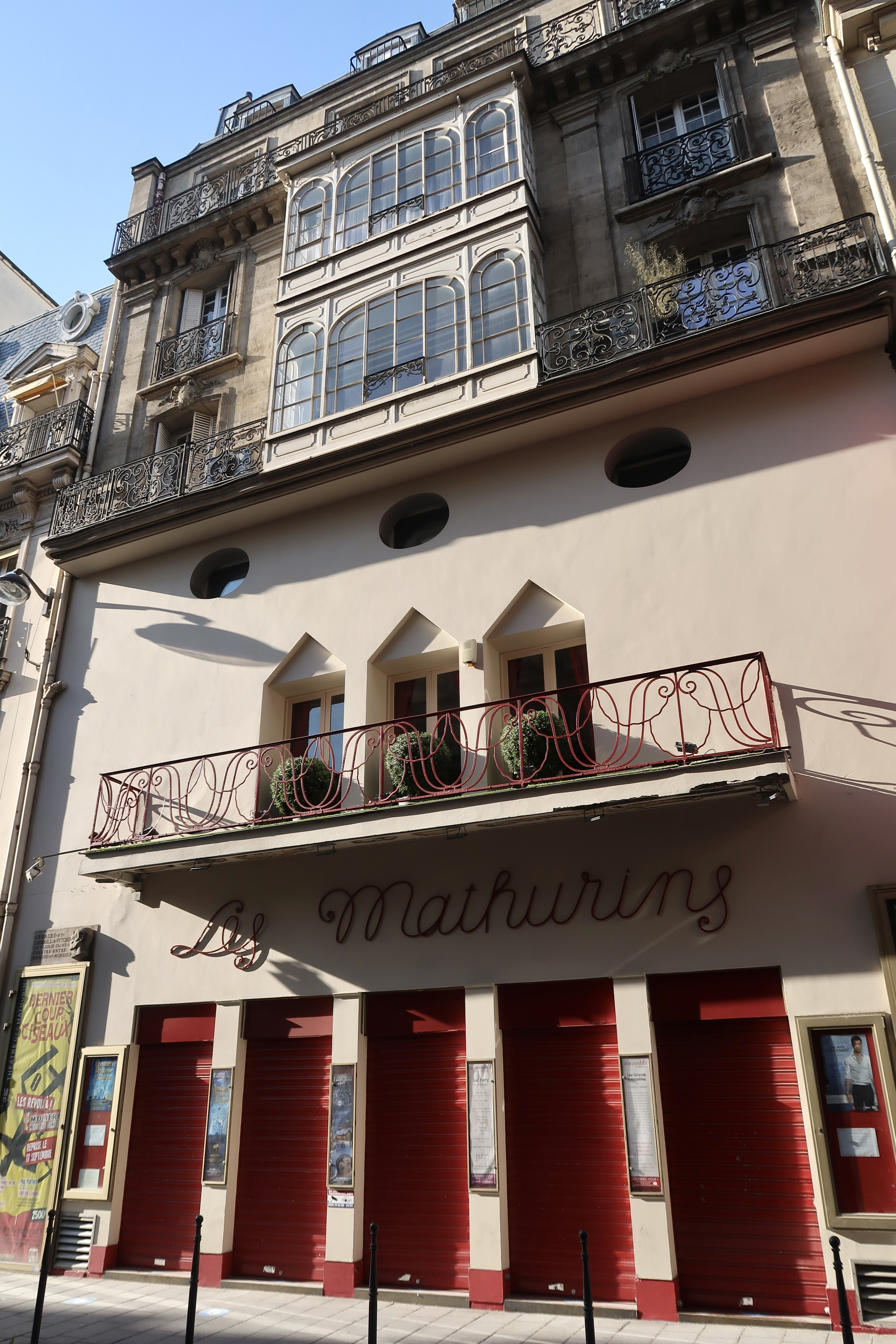
Théâtre des Mathurins, Paris.

- Le Héros et le soldat de George Bernard Shaw, théâtre des Mathurins, Paris, novembre 1935[9].
- Le merveilleux alliage de Vladimir Kirchon, théâtre des Mthurins, Paris, janvier 1936.
- La Folle du ciel d'Henri-René Lenormand, théâtre des Mathurins, Paris, février 1936.
- Tu ne m'échapperas jamais de Margaret Kennedy, théâtre des Mathurins, Paris, mai 1936[10].
- Les Amants romantiques de Fernand Gregh, théâtre de l'Odéon, Paris, mai 1936.
- Le Mystère de la charité de Jeanne d'Arc de Charles Péguy et Sainte Jeanne de George Bernard Shaw, Domrémy-la-Pucelle, mai 1936.
- Angelica de Leo Ferrero, théâtre des Mathurins, Paris, octobre 1936[11].
- Le Voyageur sans bagage de Jean Anouilh, théâtre des Mathurins, Paris, février 1937[12].
- Lapointe et Ropiteau de Georges Duhamel, théâtre des Mathurins, Paris, avril 1937.
- La Tragédie de Roméo et Juliette de William Shakespeare, théâtre des Mathurins, Paris, juin 1937[13].
- Kirika ou l'homme et son toqurd de Georges Ciprian, théâtre des Mathurins, Paris, juillet 1937.
- L'Échange de Paul Claudel, théâtre des Mathurins, Paris, novembre 1937[14],[15].
- La Sauvage de Jean Anouilh, théâtre des Mathurins, Paris, janvier 1938.
- Là-bas de Titaÿna, théâtre des Mathurins, Paris, décembre 1938.
- La Fenêtre ouverte de Roger Martin du Gard, théâtre des Mathurins, Paris, décembre 1938.
- Un Ennemi du peuple d'Henrik Ibsen, théâtre des Mathurins, Paris, 1939[16].

#### Après la mort de Georges Pitoëff
- L'École de la médisance de Richard Brinsley Sheridan, théâtre des Mathurins, février 1940.

### Gravures sur bois (illustrations)
- Charles Rappoport, Le Socialisme - VIII et IX. Les Précurseurs du Socialisme moderne : P.-J. Proudhon, bois gravés de Léon Gaudeaux, École du Propagandiste, Paris 3e, non daté (consulter en ligne).

### Peintures en collections publiques
- Musée des Beaux-Arts de La Rochelle, Environs de Paris, huile sur toile[17].
- Musée du Domaine départemental de Sceaux :
  - Bords de l'Yvette, huile sur toile 50x61cm, 1947[18].
  - La châtaigneraie près d'Orsay, huile sur toile 55x46cm[19].
- Sous-préfecture de Thonon-les-Bains, Paysage de Labbeville, huile sur toile 38x61cm, 1943 (dépôt du Centre national des arts plastiques)[20].

## Expositions

### Expositions personnelles
- Galerie Bru, Paris, 1930.
- Galerie de l'Archipel, Paris, 1932[21].

### Expositions collectives
- Salon des artistes français, Paris, à partir de 1913[4].
- Les forgerons (exposition organisée par la Ghilde des Dorgerons), Galerie d'art Mouillot et Cie, Paris, juin 1914[22].
- Groupe Modulation, Galerie Gilbert, Paris, 1931.
- Salon des indépendants, Paris, 1924, mars-avril 1937[7].
- XXIe Groupe des artistes de ce temps, Paris, janvier-février 1937[23].
- Salon d'automne, Musée des beaux-arts de la ville de Paris, octobre-novembre 1946[8].